# Uno (Guinea-Bissau)
Uno è un settore della Guinea-Bissau facente parte della regione di Bolama.
Il settore comprende l'isola omonima ed altre isole minori nell'arcipelago delle Isole Bijagos.